# Rio Anllo
Anllo é um rio da província de Lugo, Galiza, Espanha. É um pequeno afluente do Rio Minho, no seu curso superior, pela sua margem direita.